# Libye, Libye, Libye
Libye, Libye, Libye (arabe : لِيبْيَا لِيبْيَا لِيبْيَا, Lībiyā Lībiyā Lībiyā) — également connu sous le titre de Ya beladi (يَا بِلَادِي, litt. « Ô mon pays ») — est l’hymne national de la Libye.

## Histoire
Écrit par le poète tunisien Béchir Laribi (également transcrit Al Bashir Al Arebi) et composé par le musicien égyptien Mohammed Abdel Wahab, l'hymne est adopté en 1951, année où l'ancienne Libye italienne proclame, après son unification, son indépendance sous le nom de Royaume-Uni de Libye. Le seul roi de cette monarchie constitutionnelle, Idris Ier, issu de la famille Al-Sanoussi, règne jusqu'au coup d'État de 1969, qui porte Mouammar Kadhafi au pouvoir. Sous le régime politique de ce dernier, la Jamahiriya arabe libyenne, l'hymne national est officiellement remplacé par le chant patriotique Allahu Akbar (الله أكبر, litt. « Dieu est le plus grand »).
En 2011, lors de la révolte contre le régime de Kadhafi, le Conseil national de transition (CNT) a décrété le rétablissement de l’hymne d’origine. La version originale de l'hymne avait un couplet glorifiant le roi Idris Ier ; la version actuelle l'a réécrit à la gloire d'Omar al-Mokhtar, cheikh originaire de la Cyrénaïque, célébré comme héros national pour avoir organisé la résistance armée à la colonisation italienne au début du XXe siècle.

## Paroles
| En arabe (version originale) | Romanisation | Traduction en français |
| Refrain | Refrain | Refrain |
| --- | --- | --- |
| يَا بِلَادِي يَا بِلَادِي بِجِهَادِي وَجِلَادِي ادْفَعِي كَيْدَ ٱلْأَعَادِي وَ ٱلْعَوَادِي وَاسْلَمِي اسْلَمِي اِسْلَمِي اسْلَمِي طُولَ ٱلْمَدَي إِنَّنَا نَحْنُ ٱلْفِدَا لِيبْيَا لِيبْيَا لِيبْيَا                                                                                        | Ya Biladi Ya Biladi Bijihadi Wajiladi Idfa'i Kaydal A'adi Wal'awadi Waslami Islami Islami Islami Tulal Mada Innana Nahnul Fida Lībiyā Lībiyā Lībiyā. | Ô mon pays ! Ô mon pays ! Dans la lutte et dans la patience Chasse les ennemis et les infortunes Et survis ! Survis ! Survis ! Survis pour toute la durée ; nous sommes ta rançon, Libye, Libye, Libye. |
| Premier couplet | | |
| يَا بِلَادِي أَنْتِ مِيرَاثُ ٱلْجُدُود لَارَعَى الله يَداً تَمْتَدُّ لَك فَاسْلَمِي، إِنَّا -عَلَى ٱلدَّهْرِ- جُنُود لَا نُبَالِي إِنْ سَلِمْتِ مَنْ هَلَك وَخُذِي مِنَّا وَثِيقَاتِ ٱلْعُهُود إِنَّنَا يَا لِيبْيَا لَنْ نَخْذِلَك لَنْ نَعُود لِلْقُيُود قَدّ تَحَرَّرْنَا وَحَرَّرْنَا ٱلْوَطَن لِيبْيَا لِيبْيَا لِيبْيَا            | Yabiladi Anti Mirathul Judud La Ra'allahu Yadan Tamtaddu Lak Faslami Inna 'Aladdahri Junud La Nubali In Salimti Man Halak Wakhudi Minna Wathiqatil 'Uhud Innana Ya Lībiyā Lan Nakhdilak Lanna'ud Lil Quyud Qadd Taharrarna Waharrarnal Watan Lībiyā Lībiyā Lībiyā    | Ô mon pays ! Tu es l'héritage de nos aïeux Que Dieu chasse toute main qui pourrait te faire du mal Survis ! Nous sommes tes soldats pour toujours Si tu survis peu importe qui périt Nous te jurons solennellement Que nous, Ô Libye, ne te ferons jamais défaut Nous ne serons plus jamais enchaînés, nous avons été libérés, et nous avons libéré notre pays. Libye, Libye, Libye.                                                |
| Refrain | | |
| يَا بِلَادِي يَا بِلَادِي بِجِهَادِي وَجِلَادِي ادْفَعِي كَيْدَ ٱلْأَعَادِي وَ ٱلْعَوَادِي وَاسْلَمِي اسْلَمِي اِسْلَمِي اسْلَمِي طُولَ ٱلْمَدَي إِنَّنَا نَحْنُ ٱلْفِدَا لِيبْيَا لِيبْيَا لِيبْيَا                                                                                        | Ya Biladi Ya Biladi Bijihadi Wajiladi Idfa'i Kaydal A'adi Wal'awadi Waslami Islami Islami Islami Tulal Mada Innana Nahnul Fida Lībiyā Lībiyā Lībiyā. | Ô mon pays ! Ô mon pays ! Dans la lutte et dans la patience Chasse les ennemis et les infortunes Et survis ! Survis ! Survis ! Survis pour toute la durée ; nous sommes ta rançon, Libye, Libye, Libye. |
| Deuxième couplet | | |
| جُرُّدَ ٱلْأَجْدَادُ عَزْمَاً مُرْهَفَاً يَوْمَ نَادَاهُم مُنَادٍ لِلْكِفَاح ثُمَّ سَارُوا يَحْمِلُونَ ٱلْمُصْحَفَا بِالْيَدِ ٱلْأُولَى، وَبِٱلْأُخْرَى سِّلَاح فَإِذَا فِي ٱلْكَوّنِ دِينٌ وَصَفَا وَإِذَا ٱلْعَالَمُ خَيْرٌ وَصَلَاح فَالْخُلُود لِلْجُدُود إِنَّهُم قَد شَرَّفُوا هَذَا ٱلْوَطَن لِيبْيَا لِيبْيَا لِيبْيَا                | Jurrudal-ajdādu ‘azmān murhafā Yawma nādāhum munādi-lilkifāḥ Thumma sārū yaḥmilūna-lmuṣḥafā Bīlyadi-l.ūlā wabī-l.ukhrā-ssilaḥ Fa.iðā fī-l'kawni dīnun waṣafā Wa.iðā-l‘ālamu khayrun waṣalaḥ Fālkhulūd liljudūd Innahum qad sharrafū haðā-lwaṭan Lībiyā Lībiyā Lībiyā | Nos aïeux brandissaient leurs épées quand le combat les appelait Portant un exemplaire du Coran dans une main et l'épée dans l'autre Ils ont combattu jusqu'à avoir répandu la religion, la paix et la prospérité dans le monde entier Si l'univers est alors plein de foi et de pureté Et si le monde est alors un lieu de bonté et de piété L'éternité est alors pour eux Ils ont construit notre intégrité, Libye, Libye, Libye. |
| Refrain | | |
| يَا بِلَادِي يَا بِلَادِي بِجِهَادِي وَجِلَادِي ادْفَعِي كَيْدَ ٱلْأَعَادِي وَ ٱلْعَوَادِي وَاسْلَمِي اسْلَمِي اِسْلَمِي اسْلَمِي طُولَ ٱلْمَدَي إِنَّنَا نَحْنُ ٱلْفِدَا لِيبْيَا لِيبْيَا لِيبْيَا                                                                                        | Ya Biladi Ya Biladi Bijihadi Wajiladi Idfa'i Kaydal A'adi Wal'awadi Waslami Islami Islami Islami Tulal Mada Innana Nahnul Fida Lībiyā Lībiyā Lībiyā. | Ô mon pays ! Ô mon pays ! Dans la lutte et dans la patience Chasse les ennemis et les infortunes Et survis ! Survis ! Survis ! Survis pour toute la durée ; nous sommes ta rançon, Libye, Libye, Libye. |
| Troisième couplet | | |
| حُيَّ ٱلْمُجْتَار أَمِير الْفَاتِحِين إِنَهُ فِي لِيبْيَا رَمْزُ ٱلْجِهَاد حَمَلَ ٱلرَّايَةَ فِينَا بِٱلْيَمِين وَتَبَعَنَاهُ لِتَحْرِيرِ ٱلْبِلَاد فَانْثَنَى بِٱ لْجُدّ وَٱلْفَتْحِ ٱلْمُبِين وَرَكَزْنَا فَوْقَ هَامَاتِ ٱلنِّجَاد رَايَةً حُرَّةً ظَلَّلَت بِٱلْعَزِ أَرْجَاء الْوَطَن لِيبْيَا لِيبْيَا لِيبْيَا                   | Huyya al-mukhtar amir-lfātihīn Innahu fī Lībiyā ramzu-ljihād Ḥamala-lrāyata fīnā bīlyamīn Wataba'anāhu litaḥrīri-lbilād Fānthanā bīljudd walfatḥi-lmubīn Warakaznā fawqa hāmāti-lnijād Rāyatan hurratan Ẓallalat bīl'azi arjā al-waṭan Lībiyā Lībiyā Lībiyā          | Gloire sur Al Mukhtar, le prince des conquérants Il est en Libye le symbole de la lutte Il lève tout haut notre drapeau Et nous le suivons, libérant notre patrie, Il permet la louange de ses ancêtres Et suscite dans le ciel l'espoir pour la Libye, Un drapeau libre et un pays riche, Libye, Libye, Libye. |
| Refrain | | |
| يَا بِلَادِي يَا بِلَادِي بِجِهَادِي وَجِلَادِي ادْفَعِي كَيْدَ ٱلْأَعَادِي وَ ٱلْعَوَادِي وَاسْلَمِي اسْلَمِي اِسْلَمِي اسْلَمِي طُولَ ٱلْمَدَي إِنَّنَا نَحْنُ ٱلْفِدَا لِيبْيَا لِيبْيَا لِيبْيَا                                                                                        | Ya Biladi Ya Biladi Bijihadi Wajiladi Idfa'i Kaydal A'adi Wal'awadi Waslami Islami Islami Islami Tulal Mada Innana Nahnul Fida Lībiyā Lībiyā Lībiyā. | Ô mon pays ! Ô mon pays ! Dans la lutte et dans la patience Chasse les ennemis et les infortunes Et survis ! Survis ! Survis ! Survis pour toute la durée ; nous sommes ta rançon, Libye, Libye, Libye. |
| Quatrième couplet | | |
| يَا ابْنَ لِيبْيَا، يَا ابْنَ آسَادَ ٱلشَّرَى إِنَّنَا لِلْمَجْدِ وَٱلْمَجْدُ لَنَا مُذ سَرَوْنَا حَمِدَ ٱلْقَوْمُ ٱلسُّرَى بَارْكَ الله لَنَا اسْتَقْلَالَنَا فَابْتَغُوا ٱلْعَلْيَاءَ شَأَواً فِي ٱلْوَرَى وَاسْتَعِدُّوا لِلْوَغَى أَشْبَالَنَا لِلْغِلَابْ... يَا شَبَاب إِنَّمَا ٱلدُّنْيَا كِفَاحُ لِلْوَطَن لِيبْيَا لِيبْيَا لِيبْيَا | Yā bna Lībiyā yā bna āsāda-ššarā Innanā lilmajdi walmajdu lanā Muð sarawnā ḥamida-lqawmu-ssurā Bārkallahu lanā istaqlalanā Fābtaġū-l'alyā ashā.wan fī-lwarā Wāsta'iddū lilwaġā ashbālanā Lil ġilab... yā šabāb innamā-ddunyā kifāḥu lilwaṭan Lībiyā Lībiyā Lībiyā    | Ô fils de Libye, fils des lions Nous sommes pour la gloire et la gloire est tienne Depuis que nous avons commencé la lutte, le peuple entier était avec nous Puisse Dieu protéger notre indépendance Visez les sommets Et soyez prêts pour la lutte, notre jeunesse La vie est une guerre pour la gloire de patrie Libye, Libye, Libye.                                                                                             |
| Refrain | | |
| يَا بِلَادِي يَا بِلَادِي بِجِهَادِي وَجِلَادِي ادْفَعِي كَيْدَ ٱلْأَعَادِي وَ ٱلْعَوَادِي وَاسْلَمِي اسْلَمِي اِسْلَمِي اسْلَمِي طُولَ ٱلْمَدَي إِنَّنَا نَحْنُ ٱلْفِدَا لِيبْيَا لِيبْيَا لِيبْيَا                                                                                        | Ya Biladi Ya Biladi Bijihadi Wajiladi Idfa'i Kaydal A'adi Wal'awadi Waslami Islami Islami Islami Tulal Mada Innana Nahnul Fida Lībiyā Lībiyā Lībiyā. | Ô mon pays ! Ô mon pays ! Dans la lutte et dans la patience Chasse les ennemis et les infortunes Et survis ! Survis ! Survis ! Survis pour toute la durée ; nous sommes ta rançon, Libye, Libye, Libye. |